# Cycloderma frenatum
Cycloderma frenatum é uma espécie de tartaruga da família Trionychidae. Pode ser encontrada nos seguintes países: Malawi, Moçambique, Tanzânia e Zimbabwe.